# Ramiro Fabiani
Ramiro Fabiani (Barbarano Vicentino, 15 maggio 1879 – Roma, 28 aprile 1954) è stato un geologo e paleontologo italiano, socio dell'Accademia nazionale delle scienze.

## Biografia
Nacque da Isidoro Fabiani, ex-segretario comunale di Barbarano Vicentino, e Angela Franzina.
Le famiglia attraversò un periodo di ristrettezze economiche dopo la morte prematura del padre.
Compì gli studi secondari a Vicenza, presso il Liceo "Pigafetta", e quelli universitari all'Università di Padova, dove si laureò in matematica nell'ottobre 1901 e in scienze naturali nel giugno del 1903.
Ebbe contatti scientifici con il naturalista vicentino Paolo Lioy e con il prof. Giovanni Omboni, direttore dell'Istituto di geologia dell'Università patavina. Divenne quindi docente di geologia presso lo stesso ateneo e dal 1909 vi insegnò paleontologia. Passò nel 1925 e fino al 1946 presso l'Università di Palermo, ateneo in cui insegnò geologia, paleontologia e geografia fisica fino al 1936 e ricoprendo l'incarico di preside di facoltà dal 1932 al 1943.
Dal 1925 gli venne affidato l'incarico di organizzare le ricerche petrolifere in Sicilia per conto, prima, del Ministero dell'Economia, poi per quello dell'Industria e del Commercio e, successivamente al 1934, per conto dell'Agip, intuendo così le potenzialità energetiche dell'isola.  Condusse quindi, sempre negli anni '30, varie campagne di rilevamento in Tunisia, Texas, Iraq ed Etiopia.
Nel 1946 si trasferì a Roma dove fu direttore dell'Istituto di geologia fino al 1949; divenne infine uno dei consulenti di Enrico Mattei nella revisione, nel 1962, della Legge regionale mineraria siciliana, laddove si ampliava la possibilità di nuove concessioni per l'ENI.
Autore di oltre 230 pubblicazioni, morì a Roma all'età di 74 anni, il 28 aprile 1964. Il comune natale gli dedicò la locale Scuola media ed una via, come pure una strada intitolata al suo nome si trova a Vicenza.

## Riconoscimenti
- Nel 1926 ricevette un Premio Reale per le scienze fisiche, matematiche e naturali dall'Accademia Nazionale dei Lincei per i suoi studi in mineralogia e geologia.[1]
- Nel 1942 divenne socio dell'Accademia nazionale delle scienze.
- Nel 1948 fu presidente della Società Geologica Italiana.[2]